# ヨシプ・シュタロ
ヨシプ・シュタロ（Josip Šutalo、2000年2月28日 - ）は、ボスニア・ヘルツェゴビナ・チャプリナ出身のサッカー選手。エールディヴィジ・アヤックス所属。クロアチア代表。ポジションはDF。

## 経歴

### クラブ
2014年7月、NKネレトヴァ・メトコヴィチからNKディナモ・ザグレブの下部組織に加入し、2020年7月1日、NKインテル・ザプレシッチとのクロアチアカップでトップチームデビューを果たした。
2021年1月18日、NKイストラ1961に2020-21シーズン終了までレンタル移籍をした。5月19日には、レンタル元ディナモ・ザグレブとのクロアチアカップ決勝に先発フル出場したが、3-6で敗れた。
2023年8月21日、5年契約でアヤックス・アムステルダムへ移籍した。

### 代表
2022年6月10日、UEFAネーションズリーグのデンマーク代表戦にてクロアチア代表デビューを飾った。

## 代表歴

### 出場大会
- クロアチア代表
  - 2022 FIFAワールドカップ
  - UEFA EURO 2024

### 試合数
- 国際Aマッチ 13試合 0得点（2022年-）[5]

| クロアチア代表 | 国際Aマッチ | 国際Aマッチ |
| 年             | 出場        | 得点        |
| -------------- | ----------- | ----------- |
| 2022           | 4           | 0           |
| 2023           | 9           | 0           |
| 2024           |             |             |
| 通算           | 13          | 0           |

## タイトル
ディナモ・ザグレブ
- プルヴァHNL: 2019-20, 2021-22, 2022-23
- フルヴァツキ・ノゴメトニ・スーペルクプ: 2023